# Cyclophora plumbeomarginata
Cyclophora plumbeomarginata là một loài bướm đêm trong họ Geometridae.